# Naissance en 2021
Naissance
- 2017
- 2018
- 2019
- 2020
- 2021
- 2022
- 2023
- 2024
- 2025

Cette page dresse une liste de personnalités nées au cours de l'année 2021 présentée dans l'ordre chronologique.

La liste des personnes référencées dans Wikipédia est disponible dans la page de la Catégorie: Naissance en 2021.

## Mars
- 26 mars : Julian de Suède, fils du prince Carl Philip de Suède et de Sofia Hellqvist.

## Juin
- 4 juin : Lilibet Mountbatten-Windsor, fille du prince Harry, duc de Sussex, et de Meghan Markle.